# 1142

## Události
- 25. dubna bitva u Vysoké mezi knížetem Vladislavem II. a Konrádem II. Znojemským, který po vítězství oblehl Pražský hrad, zničena nejstarší pražská synagoga
- založen český cisterciácký klášter Sedlec
- založen francouzský cisterciácký klášter Escaladieu
- založen korutanský cisterciácký klášter Viktring
- Petr Ctihodný zadal překlad Koránu do latiny

## Úmrtí
- 13. června – Helbirga Babenberská, manželka Bořivoje II. a česká kněžna (* ?)
- 21. dubna – Pierre Abélard, francouzský filozof a teolog (* 1079)
- 2. srpna – Alexios Komnenos, byzantský císař (* 1106)

## Hlavy států
- České knížectví – Vladislav II.
- Svatá říše římská – Konrád III.
- Papež – Inocenc II.
- Anglické království – Štěpán III. z Blois
- Francouzské království – Ludvík VII.
- Polské knížectví – Vladislav II. Vyhnanec
- Uherské království – Gejza II.
- Kastilské království – Alfonso VII. Císař
- Rakouské markrabství – Jindřich II. Jasomirgott
- Byzantská říše – Jan II. Komnenos